# Топологія подвоєного початку координат
Топологія подвоєного початку координат є прикладом топології, заданої на {\displaystyle \mathbb {R} ^{2}} з додаванням додаткової точки 0*.

## Побудова
Нехай {\displaystyle 0^{*}\notin \mathbb {R} ^{2}} і {\displaystyle X=\mathbb {R} ^{2}\cup \{0^{*}\}}. Для будь-якої точки x з X, відмінної від 0 та 0*, околами є звичайні околи з евклідової топології на {\displaystyle \mathbb {R} ^{2}\backslash \{0\}}.
Для точок 0 та 0* як бази систем околів візьмемо відповідно множини
{\displaystyle N(0,n)=\{(x,y)\in \mathbb {R} ^{2}:x^{2}+y^{2}<1/n^{2},\ y>0\}\cup \{0\}}
та
{\displaystyle N(0^{*},n)=\{(x,y)\in \mathbb {R} ^{2}:x^{2}+y^{2}<1/n^{2},\ y<0\}\cup \{0^{*}\}}, {\displaystyle n\in \mathbb {N} }.

## Властивості
- X задовільняє аксіому відокремлюваності T2, але не T2½ і вище.
- X не є компактним, паракомпактним і локально компактним, однак задовольняє другу аксіому зліченності.
- X дугово зв’язний.[1]